# Alibi (film din 1931)
Alibi este un film de crimă din 1931 regizat de  Leslie S. Hiscott, după un scenariu bazat pe o piesă de teatru de Michael Morton bazată pe o lucrare de Agatha Christie cu Austin Trevor în rolul lui Hercule Poirot. Este considerat film pierdut.
Trevor a jucat rolul detectivului belgian Poirot de trei ori, în Alibi, Cafeaua neagră, ambele lansate în 1931, și în Lord Edgware Dies (din 1934). Toate producțiile au fost filmate la studiourile londoneze Twickenham Film. Austin Trevor a mai jucat ulterior într-o ecranizare după Agatha Christie, în Omorurile alfabetice din 1965.
Rolul lui Trevor nu se potrivește cu aspectul personajului literar - îi lipsește mustața. Austin Trevor a declarat că a primit rolul lui Poirot doar pentru că putea vorbi cu accent francez.

## Prezentare
Detectivul belgian Hercule Poirot investighează o misterioasă presupusă sinucidere într-o casă de la țară.

## Distribuție
- Austin Trevor  -  Hercule Poirot
- Franklin Dyall  -  Sir Roger Ackroyd
- Elizabeth Allan  -  Ursula Browne
- J.H. Roberts  -  Dr. Sheppard
- John Deverell  -  Lord Halliford
- Ronald Ward  -  Ralph Ackroyd
- Mary Jerrold  -  Mrs. Ackroyd
- Mercia Swinburne  -  Caryll Sheppard
- Harvey Braban  -  Inspector Davis
- Clare Greet
- Diana Beaumont    - Flora Ackroyd
- Earl Grey